# كينغدوم هارتس
كينغدوم هارتس (بالإنجليزية: Kingdom Hearts، باليابانية: キングダムハーツ، كينغودامو هاتسو) هي سلسلة من ألعاب الفيديو طورت ونشرت من قبل شركة سكوير إنكس (التي عرفت سابقاً بـسكوير سوفت). تندرج كينغدوم هارتس تحت تصنيف ألعاب تقمّص الأدوار ذات الإثارة، وهو ناتج عن تعاون شركة سكوير إينكس مع ديزني إنترأكتيف ستوديوز، وتحت إخراج مصمم الشخصيات تتسويا نومورا.
تجري أحداث اللعبة في عالم مصمم خصيصاً لاحتواء اللعبة، كما أن بعض العوامل مستمدة ومستوحاة من عالم وشخصيات ديزني. يؤدي بعض الممثلين المعروفين أصوات الشخصيات، بالإضافة إلى ممثلو أصوات بعض شخصيات ديزني الأصليين، كما تظهر بعض الشخصيات من سلسلة فاينل فانتسي، حيث أن الأخيرة أيضاً من تطوير وإنتاج سكوير إنيكس.
تتمحور القصة حول فتى يدعى سورا، ومغامراته المتعددة في عالم كينغدوم هارتس، حيث يلتقي بمجموعة من شخصيات ديزني وفاينل فانتسي أثناء بحثه عن أصدقائه. تتكون السلسلة إجمالاً من أربعة أجزاء تلعب على أنظمة مختلفة. لقت السلسلة بشكل عام نجاحاً عالمياً، وحازت معظم الأجزاء على ثناء النقاد واللاعبين. تم بيع ما يقارب 11 مليون نسخة منذ سمبتمبر 2007، بحيث بيعت 3 ملايين نسخة في اليابان وحده.

## الشخصيات
- سورا
- ريكو
- كايري
- دونالد داك
- جوفي تو
- روكساس
- الملك ميكي مجستي
- المنظمة XIII
- أينسيم ذا وايز
- تيرا
- أكوا
- فينتوس
- ماستر زيهانورت
- فانيتاس
- اكسل
- ماستر أركوس

## القصة
تبدأ اللعبة ضمن عالم أحلام سورا. سورا صوت بلا شكل ولا اسم ويخبره أن الباب ما زال مغلق ولكن هناك إشارات مختلفة من الباب المذكور الذي سيفتح قريباً وسورا غير مستعد بشكل وهذا كاد أن يؤدي إلى نهايته ومن ثم يطلب منه أن يختار واحد من الأسلحة الثلاثة الموجودة ويترك البقية قبل أن يهبط إلى معركته الأولى مع الشر «مخلوقات الظلّ» وسوف يشق طريقه الواسع الطويل ويهاجم الأعداء إلى ان يواجه سورا الزعيم داركسيد، وعندما يهزمه يتم امتصاص سورا إلى عالم الظلام وقبل أن ينتهي الحلم يقول الصوت «أنت الوحيد الذي سوف يفتح الباب».
يصحى سورا على شاطئ Destiny Islands وكيري فوقه. وينشغالان بمحادثة صغيرة والتي ستكشف فيها ان كيري تعاني من النسيان ولا تستطيع ان تعرف من أين جائت هي قبل أن تصل إلى الجزيرة. وهي راضية بالعيش في بيتها الحالي. ريكو صديق آخر لسورا فيتوحد الثلاثي سورا وريكو وكيري ليتناقشوا في خططهم. فيحاولوا أن يتركوا الجزيرة بالطوافة ويبد. وكان سورا وكيري اعجبتهم الفكرة من باب المغامرة أما ريكو فمن باب اكتشاف المزيد من هذا العالم.
في اليوم التالي، يبحث سورا عن التجهيزات الغذائية للطوافة ويصادف غطى غريب داخل مكان سري ويتحدث مع أحد الشخصيات الغامضة ويقول له كلمات غامضة يحاول سورا فهمها بطريقة ما.
وفي أحد الليالي، تهب عاصفة عنيفة على الجزيرة، ويسرع سورا لحماية الطوافة بطريقة ما من الضرر، ولكنّ يمهاجم من قبل مخلوقات الظلّ من حلمه. وسيفه الخشبي عديم الفائدة، لذا يأخذ البديل القادم ويهرب، ويجد ريكو. على أية حال، ريكو يقول «بأنّ الباب فتح،» وبأنّ الآن هم يمكن أن يذهبوا إلى العوالم الأخرى. ويسمح للظلام بابتلاعه فوق إشارة إلى سورا لإتّباعه. والضوء الذي في قلب سورا يمنعه من الوصول خلال الظلام إلى ريكو. في تلك اللحظة، يستلم سلاح جديد وغامض اسمه Keyblade (مفتاح) يكافح ضدّ عديمي الرحمة ويصل إلى المكان السريليحاول تحديد مكان كيري ولكن دون جدوى.وتنجرف الجزرة ومهعا كيري ويقاتل سورا الزعيم داركس مرة أخرى. وبعد أن يهزم الزعيم صوف بيتلع من قبل الاجرام السماويه.
وبعد ذلك سوف يتنقل إلى Disney Castle وفي هذه المدينة يكتشف ساحر المحكمة Donald Duck (بطوط) أثناء أحد دوراته الصباحية وفي ذلك الوقت أختفى الملك ميكي ! ويتلقى رسالة وقعت من ميكي من قبل بلوتو وهو كلب الملك، بطوط يطارد النقيب يطارد النّقيب Goofy (بندق) في رعب. ولكن البكاء يجذب انتباه الملكة ميني ماوس أيضا وبطوطة والتي تطلب من بطوط اجوبة لما يحدث.الذي يطالب بالأجوبة من الساحر.
ومحتوى الرسالة هو أن هناك قوة سوداء سوف تهاجم العالم الحاضر. وأيضا طلب من بطوط وبندق ان يبحثا في Keybearer الغامض. , ان يبدئا بعالم Traverse Town. وجلبا الراوي التاريخي كريكت جيمني.
ومن Destiny Islands يهبط سورا في Traverse Town حيث ينضمّ إلى بندق وبطوط في مسعاهم لإيجاد الملك ميكي وعزيمة العدو. وأثناء مغامرتهم، يستكشف الثلاثي الكثير من عالم ديزني ويلتقيا مع علاء الدين وبيتر بان وحورية البحر. على طول الطريق يقفلون «ثقوب المفاتيح» في أي مكان يزوونه لكي يمنعوا الأعداء من القدوم ومن تدمير العوالم الأخرى. وفي طريقهم، عصابة أوغاد ديزني، وتحاول هذه العصابة ان تفتح العالم المجهول الذي هو اصل قوة الفساد.
وأخيراً وصولوا إلى Hollow Bastion وهو مقر الفاسد، ويواجه سورا ريكو مباشرة. مجابهتهم تنتهي بالإيحاء التي ريكو في الحقيقة هو سيد الـ Keyblade يسبّب سورا باختفاء الـ Keyblade ويضع سورا ايمانه في اصدقائه ويهاجموا الأعداء وفجأة تظهر القوة اغامضة التي تكلمت مع سورا ليضع قوة جبارة ليكو وفجأة وهم يقاتلون يهاجمهم بسلاح Keyblade الجديد الفريد من نوعه وبهذا يحول الأعداء إلى تنينات أقوى من السابق ولكن الاصدئاء لا يخافون ويستمرون في قتال الأعداء وهزيمتهم.

## ألعاب السلسلة
| عنوان الإصدار                                                             | تاريخ الإصدار (في أوروبا) | المنصة                                       | ملاحظات |
| ------------------------------------------------------------------------- | ------------------------- | -------------------------------------------- | --- |
| كينغدوم هارتس Kingdom Hearts                                              | 15 نوفمبر، 2002           | بلاي ستيشن 2                                 | |
| كينغدوم هارتس: تشاين أوف مموريز Kingdom Hearts: Chain of Memories         | 6 مايو، 2005              | جيم بوي أدفانس، بلاي ستيشن 2                 | عنوان اللعبة على البلاي ستيشن 2 هو كينغدوم هارتس ري: تشاين أوف مموريز (Kingdom Hearts Re:Chain of Memories) |
| كينغدوم هارتس II Kingdom Hearts II                                        | 29 سبتمبر، 2006           | بلاي ستيشن 2                                 | |
| كينغدوم هارتس كودد Kingdom Hearts coded                                   | 14 يناير، 2011            | إن تي تي دوكومو (اليابان فقط)، نينتندو دي إس | عنوان اللعبة على النينتندو دي إٍس هو كينغدوم هارتس ري: كودد (Kingdom Hearts Re:coded)                        |
| كينغدوم هارتس 358/2 دايز Kingdom Hearts 358/2 Days                        | 9 أكتوبر، 2009            | نينتندو دي إس                                | |
| كينغدوم هارتس برث باي سليب Kingdom Hearts Birth by Sleep                  | 10 سبتمبر، 2010           | بلاي ستيشن بورتبل                            | |
| كينغدوم هارتس 3D: دريم دروب ديستنس Kingdom Hearts 3D: Dream Drop Distance | 20 يوليو، 2012            | نينتندو 3دي إس                               | |
| كينغدوم هارتس III Kingdom Hearts III                                      | 29 يناير 2019             | بلاي ستيشن 4، إكس بوكس ون                    | |
| كينغدوم هارتس 4Kingdom Hearts IV                                          |                           |                                              | |

## روابط خارجية
- كينغدوم هارتس على موقع الموسوعة البريطانية (الإنجليزية)
- كينغدوم هارتس على موقع ميوزك برينز (الإنجليزية)